# Aleksej Arhipovič Leonov
Aleksej Arhipovič Leonov (rusko Алексе́й Архи́пович Лео́нов), ruski vojaški pilot, kozmonavt, generalmajor letalstva in dvojni heroj Sovjetske zveze, * 30. maj 1934, vas Listvjanka, Tusilski rajon, Zahodnosibirski kraj, Sovjetska zveza (danes Kemerovska oblast, Rusija), † 11. oktober 2019, Moskva.
Leonov je najbolj znan po tem, da je med odpravo Voshod 2 18. marca 1965 opravil prvi sprehod po odprtem vesoljskem prostoru.

## Življenje
Po 2. svetovni vojni se je skupaj z družino preselil v Kaliningrad. Šolo je končal leta 1953. V času med februarjem in aprilom leta 1960 so ga izbrali v prvi odred 20-tih sovjetskih kozmonavtov (Skupina 1 Vojnega letalstva). Najprej je bilo mišljeno, da se bo Leonov sprehodil zunaj vesoljske plovila že med odpravo Vostok 11, vendar so to opustili. Tako je sprehod opravil med odpravo Voshod 2, kot drugi pilot, skupaj s Pavlom Ivanovičem Beljajevom. Bil je zunaj vesoljske ladje okoli 5 metrov stran 12 minut 9 sekund (v odprtem prostoru je preživel vsega skupaj 23 minut 41 sekund). Ker se mu je vesoljska obleka v praznem prostoru napihnila, se je le s težavo vrnil v notranjost. Na breztežnost se je prej intenzivno pripravljal 18 mesecev. Poleg tega se je pred vstopom v Zemljino ozračje na ladji pokvaril samodejni sistem za orientacijo. Beljajev je preklopil na ročno upravljanje in vključil zaviralni raketni motor. Pristala sta na nepredvidenem območju 180 km severno od mesta Perm. Dve noči sta morala kozmonavta preživeti v velikem mrazu. Rešila ju je iskalna skupina na smučkah, ki ju je ponesla do zasilnega pristanka helikopterja. Skupaj je njun polet trajal 1 dan 2 uri 2 minuti 17 sekund.
Leta 1967 so ga izbrali za poveljnika Lunine odprave Sojuza. Ker so preskusni leti brez človeške posadke odpovedali in ker je Apollo 8 uspešno opravil podoben let, so odpravo preklicali. Leonov naj bi bil tudi prvi sovjetski kozmonavt, ki bi samostojno pristal na Luni s plovilom LOK/N1. Naslednje leto je Leonov diplomiral na Vojnoletalski inženirski akademiji Žukovskega.
Leonov naj bil leta 1971 poveljnik nesrečne odprave Sojuz 11 k prvi vesoljski postaji Saljut 1, vendar so posadko nadomestili, ker so sumili, da ima Valerij Nikolajevič Kubasov tuberkulozo.
Spet naj bi poveljeval naslednji odpravi k postaji Saljut 1, vendar se tudi to ni zgodilo, zaradi nesreče Sojuza 11, tako da je bila postaja izgubljena. Naslednja dva Saljuta (dejansko vojaški orbitalni postaji Almaz) so izgubili pri izstrelitvi ali kmalu po vtirjenju in Leonova posadka se je morala umakniti. Ko je Saljut 4 dosegel tirnico, so Leonova preusmerili na drug pomembnejši program.
Tudi drugi let Leonova v vesolje je bil podobno pomemben. Poveljeval je sovjetskemu delu odprave v programu EPAS, bolj znanem kot Preskusni projekt Apollo-Sojuz, Sojuzu 19, skupaj z ladijskim inženirjem odprave Kubasovom, prvi skupni odpravi med sovjetskim in ameriškim vesoljskim programom. Polet je trajal 5 dni 22 ur 30 minut 51 sekund.
V čin generalmajorja letalstva so ga povišali leta 1975.
Med letoma 1976 in 1982 je bil Leonov poveljnik kozmonavtske skupine in namestnik načelnika Gagarinovega kozmonavtskega vadbenega središča, kjer je nadziral priprave odprav. V letu 1981 je končal adjunkturo na Vojaški inženirski letalski akademiji Žukovskega. Bil je tudi urednik kozmonavtske okrožnice »Neptun«. Upokojil se je leta 1991 in živi v Moskvi. Marca 1992 so ga premestili v rezervne enote. Ima priznane 4 izume in napisal je več kot 10 znanstvenih del.
Leonov je tudi odličen umetnik. Njegova slika Blizu Lune (1968) je zelo podobna otvoritvenemu prizoru iz Kubrickovega filma 2001: Vesoljska odiseja.
Slovenski poznavalec kozmonavtike Vojko Kogej se je srečal z Leonovom v Dubrovniku oktobra 1978 na 29. kongresu Mednarodne astronavtične federacije (IAF). Njuno srečanje je opisal v svojem delu Vesoljske pasti.

## Priznanja

### Odlikovanja in nagrade
Leonova so proglasili dvakrat za heroja Sovjetske zveze (23. marca 1965 in leta 1975). 22. julija 1975 je prejel drugo medaljo Zlatna zvezda in red Lenina. Prejel je tudi red rdeče zvezde in številna druga domača in tuja priznanja. Druga podeljena priznanja so še:
- letalec-kozmonavt SZ (1965)
- zaslužni športni prvak SZ (1965)
- heroj socialističnega dela Bolgarije (1965)
- heroj dela Vietnama (1965)
- kandidat tehničnih znanosti (1981)
- Državna nagrada Sovjetske zveze (1981)
- red za služenje domovini v oboroženih silah Sovjetske zveze 3. razreda
- red zaslug pred domovino 4. stopnje

Leonov je častni meščan mest: Vologda, Kaliningrad, Kaluga, Nalčik, Perm v Rusiji; Kremenčuk (Ukrajina); Arkalik (Kazahstan); Veliko Tirnovo, Vidin, Sviščov (Bolgarija); San-Antonio (Čile) in Usti na Labi (Češka), ter še vsaj desetih ameriških mest.
Arthur Charles Clarke je posvetil svoj znanstvenofantastični roman 2010: Druga odiseja Leonovu in Andreju Dimitrijeviču Saharovu.
V Moskvi, na Aleji kozmonavtov, in v rojstnem kraju so mu postavili bronasta spomenika.
Poimenovanja
Po njem se imenuje krater Leonov na temni strani Lune.
Clarke je v svojem romanu 2010: Druga odiseja poimenoval namišljeno medplanetarno vesoljsko ladjo Aleksej Leonov po njem.